# استئصال (ذكاء اصطناعي)
الاستئصال هو في الذكاء الاصطناعي وخاصة تعلم الآلة إزالة أحد مكونات أو لَبِنات نظام الذكاء الاصطناعي. تدرس الدراسة الاستئصالية أداء نظام الذكاء الاصطناعي عن طريق إزالة مكونات معينة لفهم مساهمة المكون في النظام العام.